# George Niewielki
George Niewielki (ang. George Shrinks, 2000) – kanadyjski serial animowany. Obecnie serial emituje tylko KidsCo, dawniej serial był emitowany przez ZigZap.
George Niewielki to zwykły dziesięciolatek, którego życie składa się prawie z samych wyzwań. Jest niewielki, bo ma tylko 10 cm wzrostu, ale za to ma wielkie przygody.

## Wersja polska
Opracowanie wersji polskiej: Start International Polska

Reżyseria: Paweł Galia

Dialogi polskie:
- Anna Niedźwiecka-Medek (odc. 14-16, 21-26),
- Katarzyna Wojsz (odc. 17-20),
- Anna Celińska

Dźwięk i montaż: Jerzy Wierciński
Kierownik produkcji: Paweł Araszkiewicz
Wystąpili:
- Jonasz Tołopiło – George Niewielki
- Agnieszka Kunikowska – Junior
- Ewa Serwa – Mama
- Jacek Kopczyński – Tata
- Krzysztof Królak – Aminu
- Sara Müldner – Betty
- Stanisław Brudny –
  - Russell,
  - McDzyń
- Elżbieta Gaertner – Edna
- Mirosława Krajewska – Eunice
- Mikołaj Müller – Harry
- Robert Tondera –
  - Kerry,
  - Szofer
- Cezary Kwieciński – Timmy
- Jacek Wolszczak – Jimmy

oraz
- Marysia Łobodzińska
- Jolanta Wołłejko
- Anna Sroka
- Mieczysław Morański
- Ilona Kucińska
- Jarosław Domin
- Dariusz Błażejewski
- Paweł Galia

Piosenkę tytułową wykonał: Wojciech Paszkowski
Lektor: Jarosław Budnik

## Bohaterowie
- George Niewielki – ma 10 lat i 10 cm wzrostu. Ma brata Juniora. Jest synem Niewielkich.
- Betty – sąsiadka i najlepsza przyjaciółka George’a.
- Junior Niewielki – brat George’a i syn Niewielkich.
- Tata – tata George’a i Juniora.
- Mama – mama George’a i Juniora.
- Ciocia – ciocia George’a i Juniora.

## Spis odcinków
| N/o            | Polski tytuł                          | Angielski tytuł                     |
| -------------- | ------------------------------------- | ----------------------------------- |
|                |                                       |                                     |
| SERIA PIERWSZA |                                       |                                     |
|                |                                       |                                     |
| 01             |                                       | If It Ain’t Broke                   |
|                |                                       |                                     |
| 02             |                                       | Can We Keep Him?                    |
|                |                                       |                                     |
| 03             | Bliskie spotkania ptasiego stopnia    | Close Encounters of the Bird Kind   |
|                |                                       |                                     |
| 04             |                                       | Ants In The Pantry                  |
|                |                                       |                                     |
| 05             |                                       | Round Up the Usual Insects          |
|                |                                       |                                     |
| 06             | Zawsze może być gorzej                | From Bad To Worse                   |
|                |                                       |                                     |
| 07             |                                       | Sunken Treasures                    |
|                |                                       |                                     |
| 08             |                                       | Snowman’s Land                      |
|                |                                       |                                     |
| 09             |                                       | Zoopercar Caper                     |
|                |                                       |                                     |
| 10             |                                       | Down the Drain                      |
|                |                                       |                                     |
| 11             |                                       | A Day at the Beach                  |
|                |                                       |                                     |
| 12             |                                       | King Kongo                          |
|                |                                       |                                     |
| 13             | George kontra najeźdźcy z kosmosu     | George vs. the Space Invaders       |
|                |                                       |                                     |
| SERIA DRUGA    |                                       |                                     |
|                |                                       |                                     |
| 14             | Strachy na lachy                      | The Ghost of Shrinks Manor          |
|                |                                       |                                     |
| 15             | Wyprawa w głąb ogrodu                 | Journey to the Centre of the Garden |
|                |                                       |                                     |
| 16             | Wyprowadzając Miss Daisy              | Dog-Sitting Miss Daisy              |
|                |                                       |                                     |
| 17             | Zabłąkany list                        | Return to Sender                    |
|                |                                       |                                     |
| 18             | Ukochane zabawki                      | The More Things Change              |
|                |                                       |                                     |
| 19             | George-ofon                           | The George-Lo-Phone                 |
|                |                                       |                                     |
| 20             | Nad wielką wodą                       | Down on the Bayou                   |
|                |                                       |                                     |
| 21             | Jak nie zjeść żaby                    | Tankful of Trouble                  |
|                |                                       |                                     |
| 22             | Zegarowa klątwa                       | All Along the Clock Tower           |
|                |                                       |                                     |
| 23             | Powrót najeźdźców z kosmosu           | Return of the Space Invaders        |
|                |                                       |                                     |
| 24             | Gniew matki natury                    | Small of the Wild                   |
|                |                                       |                                     |
| 25             | Wielki wyścig                         | Speed Shrinks                       |
|                |                                       |                                     |
| 26             | Myjnia dla zwierząt                   | Hound of the Bath-ervilles          |
|                |                                       |                                     |
| SERIA TRZECIA  |                                       |                                     |
|                |                                       |                                     |
| 27             | W hotelu                              | On the Road                         |
|                |                                       |                                     |
| 28             | Wielki mały gwiazdor                  | A Star is Shrunk                    |
|                |                                       |                                     |
| 29             |                                       | George Unshrinks                    |
|                |                                       |                                     |
| 30             | Strasznie śmieszne                    | Monster Mash                        |
|                |                                       |                                     |
| 31             | Kaczorek Kwaczorek                    | In the Duck Soup                    |
|                |                                       |                                     |
| 32             | Wszelki wypadek                       | Friends and Anemones                |
|                |                                       |                                     |
| 33             | Trener George’a                       | Coach Shrinks                       |
|                |                                       |                                     |
| 34             | Wędrówka z motylami                   | Migrate-est Adventure               |
|                |                                       |                                     |
| 35             |                                       | George’s Apprentice                 |
|                |                                       |                                     |
| 36             | Gdybym był cyrkowcem                  | If I Ran the Circus                 |
|                |                                       |                                     |
| 37             | Becky w krainie czarów                | Becky In Wonderland                 |
|                |                                       |                                     |
| 38             | George zabawka                        | Toy George                          |
|                |                                       |                                     |
| 39             | Zaginiony świat George’a Niewielkiego | The Lost World of George Shrinks    |
|                |                                       |                                     |
| 40             | Sztuka gubienia i znajdowania         | Lost and Found Art                  |
|                |                                       |                                     |